# 왕상위안
왕상위안(중국어: 王上源, 1993년 6월 2일 ~ )은 중국의 축구 선수로 현재 허난 FC에서 미드필더로 뛰고 있다.

## 클럽 경력
2012년 중국 을급리그의 베이징 상아오에서 데뷔하여 리그 21경기 10골로 득점 랭킹 공동 8위에 오르는 활약을 펼쳤고 그 뒤 2013-14 시즌을 앞두고 벨기에 프로 리그의 클뤼프 브뤼허로 이적했지만 공식전 9경기 1골의 기록에 그치면서 결국 2015년 2월 27일 광저우 FC 이적을 통해 다시 중국으로 복귀했다.
광저우 FC 복귀 후 2018년 6월까지 공식전 86경기 3골을 기록하며 중국 슈퍼리그 3연패, 2015년 AFC 챔피언스리그 우승, 2015년 FIFA 클럽 월드컵 4위, 2016 시즌 중국 FA컵 우승, 중국 FA 슈퍼컵 3회 우승 및 1회 준우승, 2017 시즌 중국 FA컵 4강 등에 일조했다.
그리고 2018년 6월 고향팀인 허난 FC로 임대 이적하여 리그 17경기 1골을 기록했고 2019 시즌을 앞두고 허난 FC로 완전 이적한 이후 2021 시즌 중국 FA컵에서 허난 구단 역사상 컵대회 첫 4강 진출을 이끄는 등 현재까지 허난의 핵심 미드필더이자 주장으로 활약하고 있다.

## 국가대표팀 경력
2012년부터 2016년까지 중국 U-20 대표팀과 중국 U-23 대표팀에서 활동하며 20경기 3골을 기록했고 이후 일본과의 2019년 EAFF E-1 풋볼 챔피언십 결승 리그 1차전에서 국제 A매치 데뷔전을 치른 뒤 2023년 11월 16일 태국과의 2026년 FIFA 월드컵 아시아 지역 2차 예선 C조 1차전 원정 경기에서 데뷔 4년만에 A매치 데뷔골을 신고하며 팀의 2-1 승리에 일조했다.

## 수상 및 주요 성적

### 클럽
광저우 FC
- 중국 슈퍼리그 : 우승 (2015, 2016, 2017)
- 중국 FA컵 : 우승 (2016), 4강 (2017)
- 중국 FA 슈퍼컵 : 우승 (2016, 2017, 2018), 준우승 (2015)
- AFC 챔피언스리그 : 우승 (2015)
- FIFA 클럽 월드컵 : 4위 (2015)

허난 FC
- 중국 FA컵 : 4강 (2021)

## 기록

### 클럽
2017년 2월 25일 기준
| 시즌           | 구단           | 디비전         | 리그           | 리그           | FA컵           | FA컵           | 리그컵         | 리그컵         | 대륙대회       | 대륙대회       | 기타           | 기타           | 총합           | 총합           |
| 시즌           | 구단           | 디비전         | 출전           | 득점           | 출전           | 득점           | 출전           | 득점           | 출전           | 득점           | 출전           | 득점           | 출전           | 득점           |
| 중화인민공화국 | 중화인민공화국 | 중화인민공화국 | 중화인민공화국 | 중화인민공화국 | 중화인민공화국 | 중화인민공화국 | 중화인민공화국 | 중화인민공화국 | 중화인민공화국 | 중화인민공화국 | 중화인민공화국 | 중화인민공화국 | 중화인민공화국 | 중화인민공화국 |
| -------------- | -------------- | -------------- | -------------- | -------------- | -------------- | -------------- | -------------- | -------------- | -------------- | -------------- | -------------- | -------------- | -------------- | -------------- |
| 2012           | 베이징 상아오  | 2부            | 21             | 10             | -              | -              | -              | -              | -              | -              | -              | -              | 21             | 10             |
| 총합           | 총합           | 총합           | 21             | 10             | -              | -              | -              | -              | -              | -              | -              | -              | 21             | 10             |
| 벨기에         |                |                |                |                |                |                |                |                |                |                |                |                |                |                |
| 2013-14        | 클뤼프 브뤼허  | 1부            | 7              | 1              | 0              | 0              | 0              | 0              | 2              | 0              | -              | -              | 9              | 1              |
| 2014-15        | 클뤼프 브뤼허  | 1부            | 0              | 0              | 0              | 0              | 0              | 0              | 0              | 0              | -              | -              | 0              | 0              |
| 총합           | 총합           | 총합           | 7              | 1              | 0              | 0              | 0              | 0              | 0              | 0              | -              | -              | 7              | 1              |
| 중화인민공화국 |                |                |                |                |                |                |                |                |                |                |                |                |                |                |
| 2015           | 광저우 헝다    | 1부            | 19             | 1              | -              | -              | 1              | 0              | 0              | 0              | 0              | 0              | 20             | 1              |
| 2016           | 광저우 헝다    | 1부            | 23             | 0              | -              | -              | 5              | 0              | 3              | 0              | 0              | 0              | 31             | 0              |
| 2017           | 광저우 헝다    | 1부            | 0              | 0              | -              | -              | 0              | 0              | 1              | 2              | 1              | 0              | 2              | 2              |
| 총합           | 총합           | 총합           | 42             | 1              | -              | -              | 6              | 0              | 4              | 2              | 1              | 0              | 74             | 3              |
| 커리어 통산    | 커리어 통산    | 커리어 통산    | 70             | 12             | 6              | 0              | 0              | 0              | 6              | 2              | 1              | 0              | 83             | 14             |